# Kalecik (district)
Kalecik is een Turks district in de provincie Ankara en telt 17.007 inwoners (2007). Het district heeft een oppervlakte van 1340,5 km². Hoofdplaats is Kalecik.
De bevolkingsontwikkeling van het district is weergegeven in onderstaande tabel.
| 1997   | 2000   | 2007   |
| ------ | ------ | ------ |
| 26.556 | 24.738 | 17.007 |